# 葱状灯心草
葱状灯心草（学名：Juncus allioides）是灯心草科灯心草属的植物。分布于中国大陆的宁夏、陕西、甘肃、云南、贵州、四川、青海、西藏等地，生长于海拔1,800米至4,700米的地区，一般生于山坡、草地或林下潮湿处，目前尚未由人工引种栽培。